# 남성춘
남성춘(중국어 정체자: 藍成春, 병음: Lan Chengchun, ? - 1864년)은 태평천국의 지도자 중 한 명으로 호왕에 봉해졌다.

## 생애
광서성 출신. 일찍부터 배상제회에 가입하고 금전봉기에 참여했다. 1857년, 삼하진(三河鎭)을 수비하고 있었는데, 청나라의 도싱가가 여주에서 침공했다. 그는 급히 천경에 도움을 청했지만 천경사변의 영향으로 지원군은 오지 않았고, 삼하진은 함락당했다. 남성춘은 몸을 피해 영왕 진옥성 부대에 속했다.
1863년, 부왕 진득재, 준왕 뇌문광, 계왕 양성부와 함께 한중으로 들어가 8월에 점령했다. 그러나 이듬해 천경에서 원병 요청이 내려왔고 진득재, 뇌문광과 함께 한중에서 철수하여 동쪽으로 향했다. 하남성 남양, 호북성 양양을 거쳐 5월 26일에는 강서성 덕안현 수산에서 청군에 대승을 거두고, 호군통령 서보(슈바오), 영총 데룬가(덕륭아)를 쓰러뜨렸다. 그러나 7월 19일에 천경이 함락되자 민심이 동요했고, 11월에 진득재 군이 안휘성 북부 곽산에서 패하자, 부장인 마융화가 이끄는 7만 병력이 항복하고 남성춘은 사로잡혔다. 남성춘은 보르지기트 셍게린첸의 명으로 처형되었다.